# Mathieu Turcotte
Pour les articles homonymes, voir Turcotte.
Mathieu Turcotte (né à Sherbrooke le 8 février 1977) est un patineur de patinage de vitesse sur piste courte canadien. Il est le fondateur de apex racing skates.

## Palmarès
- Jeux olympiques
  -  Médaille d'or sur relais 5 000 m aux Jeux olympiques d'hiver de 2002 à Salt Lake City.
  -  Médaille de bronze sur 1 000 m aux Jeux olympiques d'hiver de 2002 à Salt Lake City.
  -  Médaille d'argent sur relais 5 000 m aux Jeux olympiques d'hiver de 2006 à Turin.
- Honneurs
  - Médaille d'honneur de l'Assemblée nationale, 2002[1]
  - Médaille d'honneur de l'Assemblée nationale, 2006[1]